# Chen Keng-hsien
Chen Keng-hsien (* 25. August 1978) ist ein taiwanischer Bahn- und Straßenradrennfahrer.
Chen Keng-hsien gewann bei den B-Weltmeisterschaften 1997 in Ipoh die Silbermedaille im 1000-m-Zeitfahren auf der Bahn. Im nächsten Jahr holte er sich bei den Asienspielen in Bangkok Bronze im 1000-m-Zeitfahren. Bei den B-Weltmeisterschaften 1999 in Punta del Este gewann er auf der Bahn die Silbermedaille im Sprint. Bei den nächsten Asienspielen 2002 in Busan wurde er Dritter im Teamsprint. Auf der Straße gewann er 2002 eine Etappe bei den Perlis Open.